# Olympische Winterspiele 1998/Teilnehmer (Aserbaidschan)
| Gelbes Symbol für Goldmedaillen mit stilisierten Olympischen Ringen | Graues Symbol für Silbermedaillen mit stilisierten Olympischen Ringen | Braundes Symbol für Bronzemedaillen mit stilisierten Olympischen Ringen |
| ------------------------------------------------------------------- | --------------------------------------------------------------------- | ----------------------------------------------------------------------- |
| —                                                                   | —                                                                     | —                                                                       |

Aserbaidschan nahm 1998 in Nagano zum ersten Mal an Olympischen Winterspielen teil. Insgesamt wurde eine Delegation aus vier Sportlern entsandt, die im Eiskunstlauf in zwei Disziplinen antraten.
Fahnenträger bei der Eröffnungsfeier war Julija Worobjowa, die für das Land im Eiskunstlauf teilnahm.

## Teilnehmer nach Sportarten

### Eiskunstlauf
Männer
- Igor Paschkewitsch (aserbaidschanisch İqor Paskeviç)
16. Platz (21,5)

Frauen
- Julija Worobjowa (aserbaidschanisch Yuliya Vorobiyeva)
16. Platz (25,0)

Eistanz
- İnqa Radionova und Aleksandr Aniçenko
18. Platz (27,5)